# Villiersové
Villiersové (anglicky Villiers family) jsou starobylý anglický šlechtický rod připomínaný od středověku. Nejvýznamnější osobností byl George Villiers, 1. vévoda z Buckinghamu (1592–1628), známý i z románu Tři mušketýři. V 17.–20. století vzešla z rodu řada významných politiků a čtyři Villiersové získali nejvyšší anglické vyznamenání, Podvazkový řád. Dodnes značně rozvětvený rod žije především v liniích hrabat z Jersey (titul z roku 1697) a hrabat z Clarendonu (titul z roku 1776). V současnosti je nejznámější osobností rodu Theresa Villiersová (*1968), politička Konzervativní strany, bývalá britská ministryně dopravy a ministryně pro Severní Irsko.

## Dějiny rodu

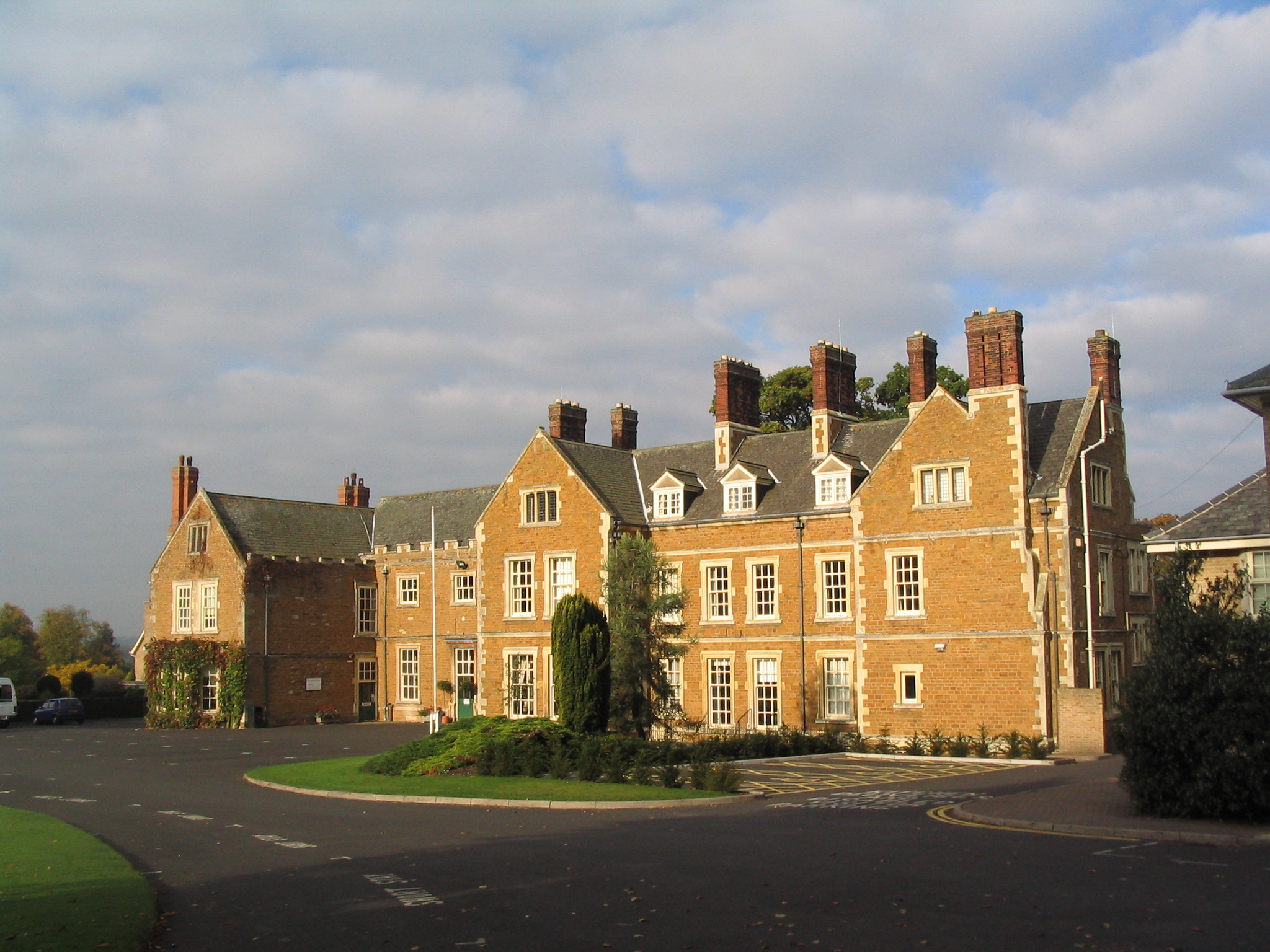
Zámek Brooksby Hall, sídlo Villiersů v letech 1235–1721

Rod má původ ve Francii a nejstarším známým předkem byl Godefroi de Villiers (†1046). Jeho potomci přesídlili do Anglie po invazi Viléma Dobyvatele v roce 1066, ve 13. století získali sňatkem panství Brooksby v hrabství Leicestershire, které se stalo jejich majetkovou základnou na téměř 500 let. Jako úspěšní statkáři se Villiersové během 15. a 16. století začali prosazovat i v politice, mezi nejvýznamnější šlechtu pronikli v 17. století díky osobnosti 1. vévody z Buckinghamu. Vysoké šlechtické tituly získali i jeho nejbližší příbuzní, část rodu se dočasně usadila také v Irsku. Praneteř 1. vévody z Buckinghamu Barbara Villiersová (1640–1709) byla milenkou krále Karla II. a získala titul vévodkyně z Clevelandu (1670). Titul vévody z Clevelandu pak užívalo její nemanželské potomstvo ze vztahu s Karlem II. do roku 1774.

### Vévodové zBuckinghamu

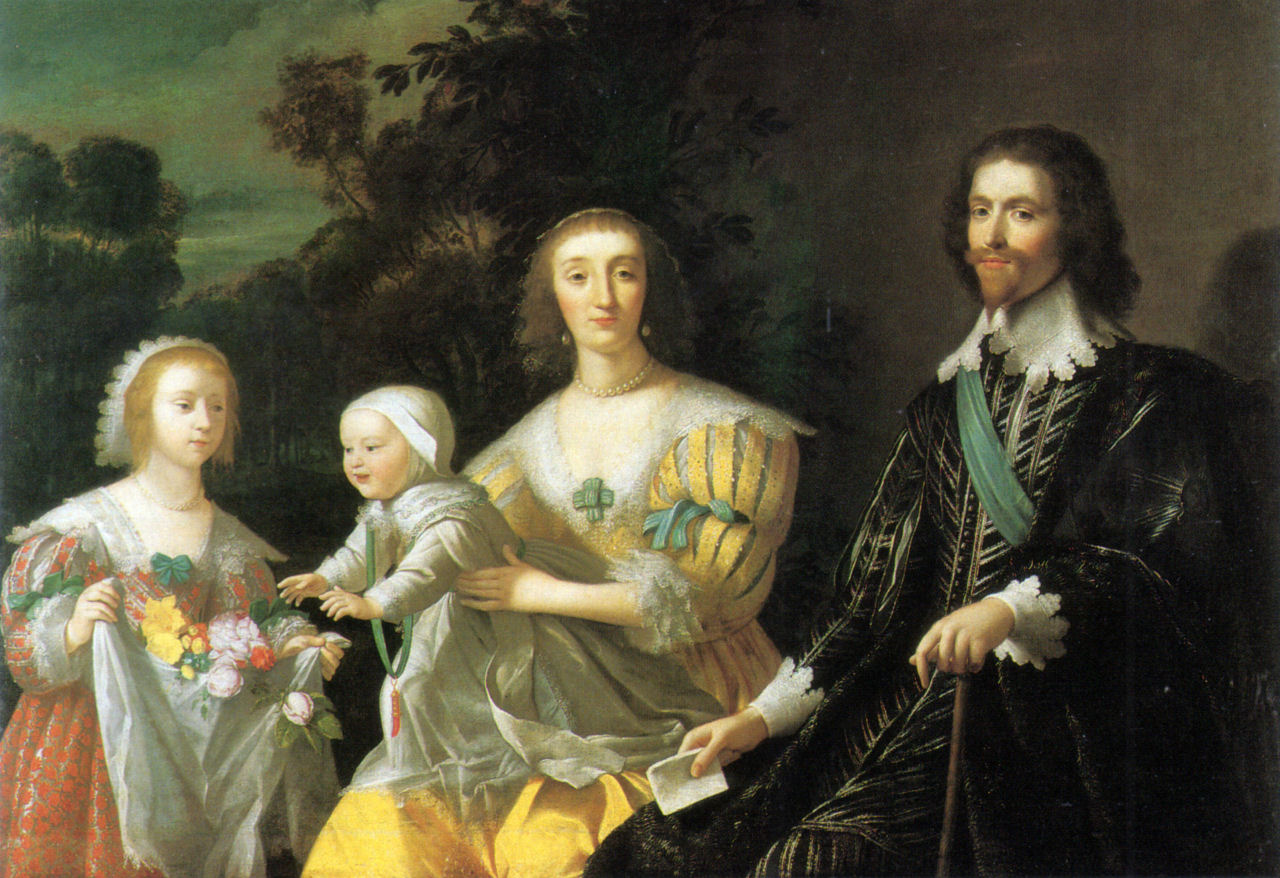
Portrét rodiny 1. vévody z Buckinghamu z roku 1628

Nejslavnějším členem rodu Villiersů byl George Villiers (1592–1628), který svou pozici oblíbence krále Jakuba I. proměnil do postavení vlivného státníka a diplomata. U dvora se objevil v roce 1614 jako královský číšník, brzy se stal favoritem Jakuba I. a díky němu dosáhl brzy nejvyšších postů. Byl prvním ministrem a lordem nejvyšším admirálem, jeho rychlý vzestup ve šlechtické hierarchii byl završen titulem vévody z Buckinghamu (1623). Jeho jediný syn George Villiers, 2. vévoda z Buckinghamu (1628–1687), na jeho kariéru navázal, i když s krátkou přestávkou anglické občanské války a revoluce. Zemřel ale bez potomstva a jeho úmrtím titul vévody z Buckinghamu zanikl, později byl udělen dalším rodům.

### Hrabata zJersey

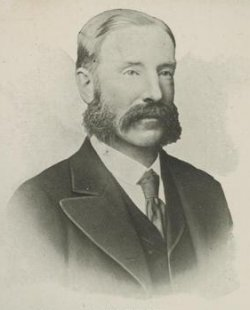
Victor Child Villiers, 7. hrabě z Jersey (1845–1915), guvernér v Novém Jižním Walesu

Rodovou linii hrabat z Jersey založil Edward Villiers (1656–1711), prasynovec 1. vévody z Buckinghamu. Edwardova kariéra u dvora, v diplomacii a vzestup ve šlechtické hierarchii byly podmíněny tím, že jeho sestra Elizabeth Villiers (1657–1733) byla milenkou krále Viléma Oranžského. Poté, co se Vilém Oranžský stal anglickým králem (1688, zastával Edward Villiers vysoké hodnosti u dvora, byl nejvyšším štolbou královny Marie, lordem nejvyšším komořím, dále vyslancem v Nizozemí a ve Francii. Již v roce 1691 jako vikomt Villiers vstoupil do Sněmovny lordů a v roce 1697 byl povýšen na hraběte z Jersey.
Kariéra 1. hraběte z Jersey skončila se smrtí Viléma III. v roce 1702, v dalších generacích jeho potomci zastávali opět vysoké posty u dvora nebo nižší funkce ve státní správě. George Villiers, 5. hrabě z Jersey (1773–1859), byl lordem nejvyšším komořím a nejvyšším štolbou. Jeho manželkou byla Sarah Fane (1783–1867), dcera 10. hraběte z Westmorlandu a především univerzální dědička bankéře Roberta Childa (1739–1782), který předtím vydědil její matku. Na základě toho 5. hrabě z Jersey přijal v roce 1819 jméno Child-Villiers.
Na přelomu 19. a 20. století vynikl Victor Child Villiers, 7. hrabě z Jersey (1845–1915), který byl ve funkci generálního intendanta armády členem vlády (1889–1890), později guvenérem v Novém Jižním Walesu (1890–1893) a jako majoritní podílník bankovního domu Child podporoval rozvoj kolonií. Současným představitelem této rodové linie je William Child-Villiers, 10. hrabě z Jersey (*1976), který byl původně hercem a filmovým producentem, od roku 1999 s rodovými tituly zasedá ve Sněmovně lordů.

### Hrabata zClarendonu

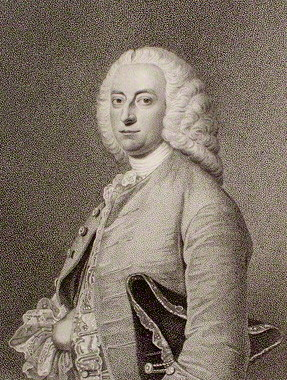
Státník a diplomat Thomas Villiers, 1. hrabě z Clarendonu (1709–1786)

Linie hrabat z Clarendonu se odštěpila od hlavní větve hrabat z Jersey v 18. století. Thomas Villiers (1709–1786) byl mladším bratrem 3. hraběte z Jersey a od mládí působil v diplomacii, byl vyslancem ve Varšavě, Drážďanech, Vídni a Berlíně, později byl v několika funkcích členem vlády. Na hraběte z Clarendonu byl povýšen v roce 1776, přičemž tento titul předtím užívala rodina Hyde, z nějž po ženské linii pocházela jeho manželka Charlotte Capell (1730–1790).
Nejvýznamnějším členem této rodové linie byl Thomasův vnuk George Villiers, 4. hrabě z Clarendonu (1800–1870), který svou kariéru zahájil jako diplomat, poté byl ministrem obchodu a místokrálem v Irsku, nejznámější je ale svým dlouholetým působením jako trojnásobný ministr zahraničí. Dalším významným zástupcem byl George Herbert Villiers, 6. hrabě z Clarendonu (1877–1953), který dlouhodobě zastával nejvyšší hodnosti u dvora a mimo jiné byl také generálním guvernérem v Jižní Africe (1931–1937). Současným reprezentantem této rodové linie je George Edward Villiers, 8. hrabě z Clarendonu (*1976).

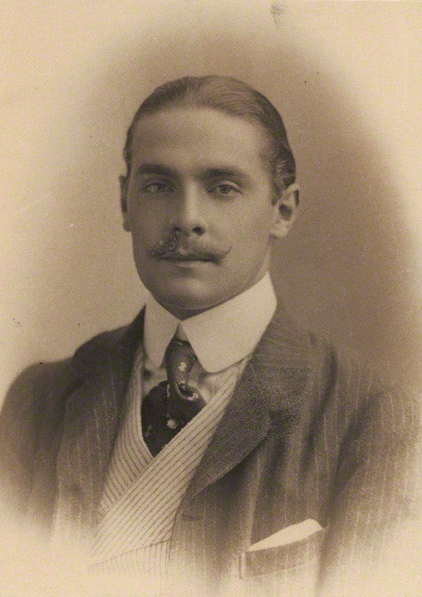
George Herbert Villiers, 6. hrabě z Clarendonu (1877–1953), generální guvernér v Jižní Africe

Z potomstva Edwarda Ernesta Villierse (1806–1843), mladšího bratra ministra zahraničí 4. hraběte z Clarendonu, pochází Theresa Villiersová (*1968), vlivná osobnost britské politiky počátku 21. století. Za Konzervativní stranu byla poslankyní Evropského parlamentu (1999–2005), později britskou ministryní dopravy (2010–2012) a ministryní pro Severní Irsko (2012–2016). Jejím vzdáleným příbuzným, taktéž z linie hrabat z Clarendonu, je Christopher Villiers (*1960), který se proslavil jako filmový a televizní herec, později i filmový producent.

## Rodová sídla

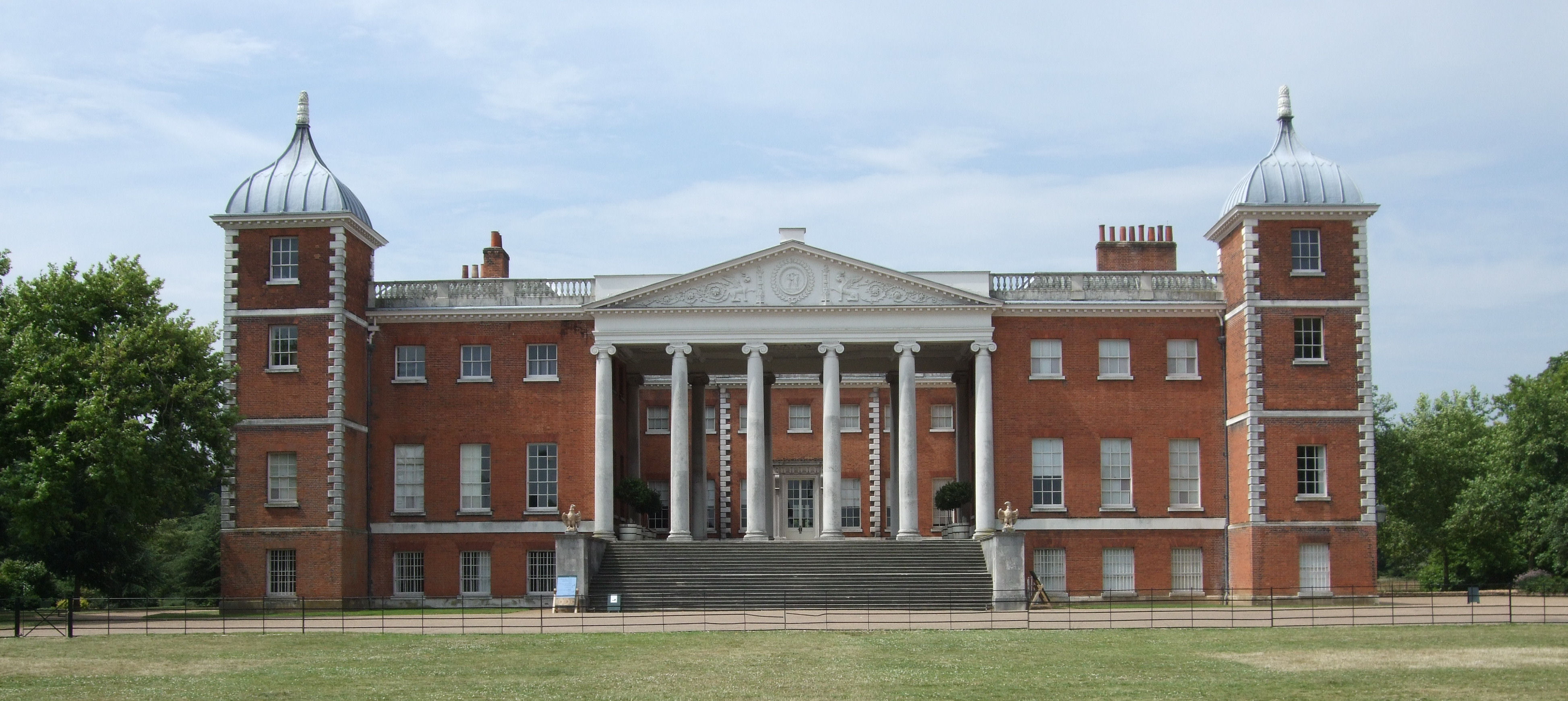
Zámek Osterley Park, sídlo hrabat z Jersey

Nejstarším majetkem Villiersů bylo panství Brooksby v hrabství Leicestershire, které získali sňatkem a na téměř 500 let z něj učinili rodové sídlo (1235–1721). Venkovský dům zde stál pravděpodobně již ve 13. století, současný zámek Brooksby Hall byl postaven koncem 16. století. I když byl později několikrát upravován, půdorys a základní rysy renesanční stavby zůstaly zachovány. Po smrti bezdětného Sira Williama Villierse (1645–1712) bylo panství prodáno, poté vystřídalo řadu dalších majitelů a dnes slouží jako škola.

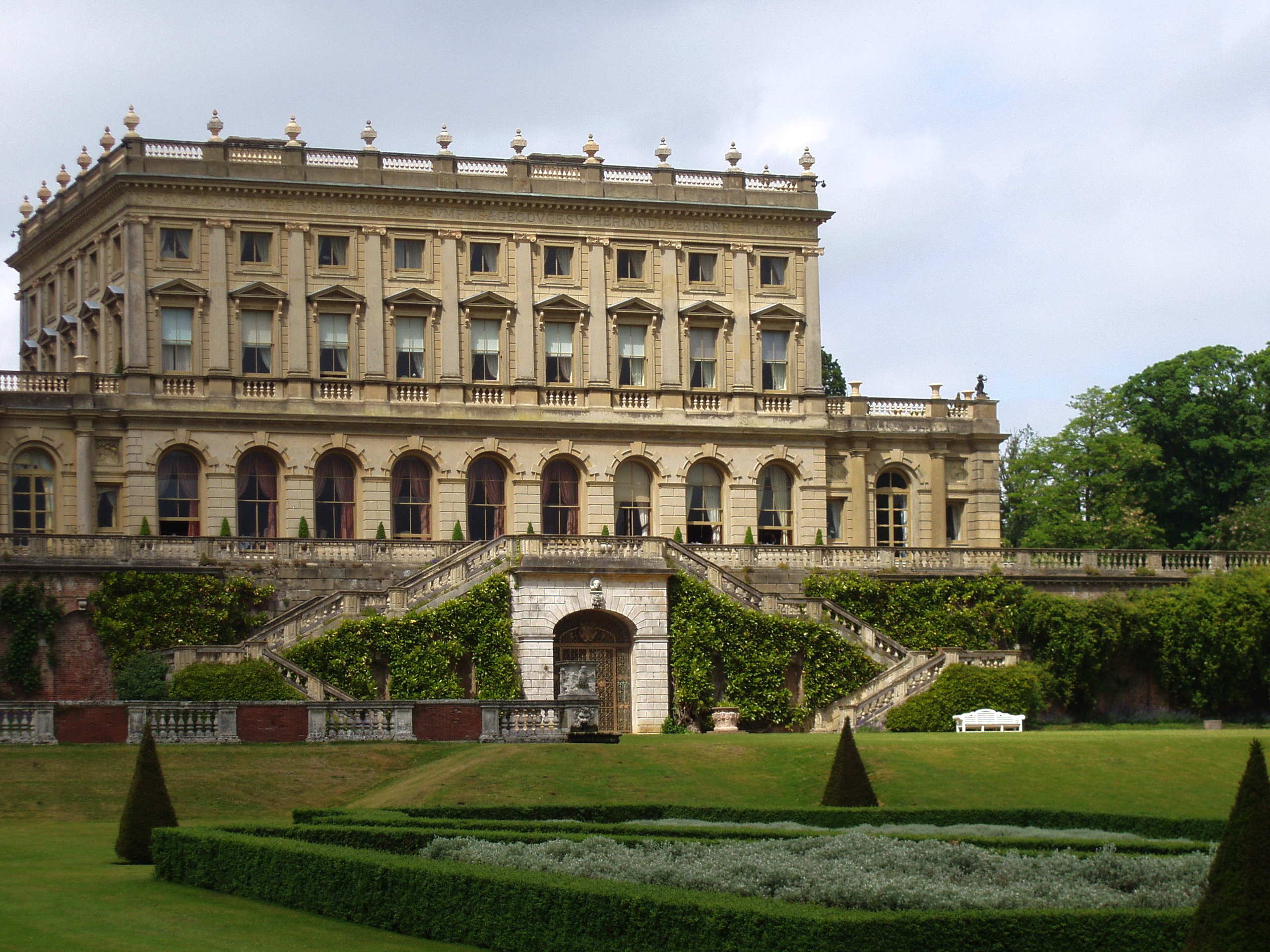
Cliveden House, Buckinghamshire, sídlo 2. vévody z Buckinghamu

Počet rodových sídel značně narostl za 1. vévody z Buckinghamu, který dary od krále Jakuba I. i vlastními nákupy významně rozšířil rodový majetek. Jeho nejvýznamnějším sídlem byl bývalý královský palác Beaulieu Palace v Essexu, který koupil v roce 1622 za 30 000 liber. Jeho syn sice během revoluce o majetek přišel, ale po restauraci Stuartovců jej získal zpět. Zámek Beaulieu Palace prodal vévodovi z Albemarle a poté svou pozornost zaměřil na budování zámku Cliveden House v hrabství Buckinghamshire (1666). Zámek byl později několikrát přestavován a z původní podoby z éry 2. vévody z Buckinghamu zůstala dodnes jen arkádová terasa. Po jeho smrti zůstal zámek deset let opuštěn, až v roce 1696 jej koupil jeho vzdálený příbuzný hrabě z Orkney.
V linii hrabat z Jersey byl významným rodovým sídlem rozlehlý zámek Osterley Park obklopený rozsáhlým parkem na západním předměstí Londýna. Zámek byl postaven v 16. století, zásadně byl přestavěn v letech 1761–1763 a Villiersové jej získali dědictvím po bankéřské rodině Childů koncem 18. století. V roce 1939 za 9. hraběte z Jersey byl zámek zpřístupněn veřejnosti, dnes je ve správě organizace National Trust.
Hlavním sídlem hrabat z Clarendonu byl zámek The Grove v hrabství Hertfordshire. Zdejší panství koupil v roce 1753 1. hrabě z Clarendonu za finance získané sňatkem a v letech 1754–1761 nechal přestavět původní zámek z počátku 18. století. Potomci jej prodali v roce 1923 a dnes slouží jako hotel. V hrabství Hertfordshire hrabata z Clarendonu dnes vlastní zámek Holywell House.

## Významné osobnosti

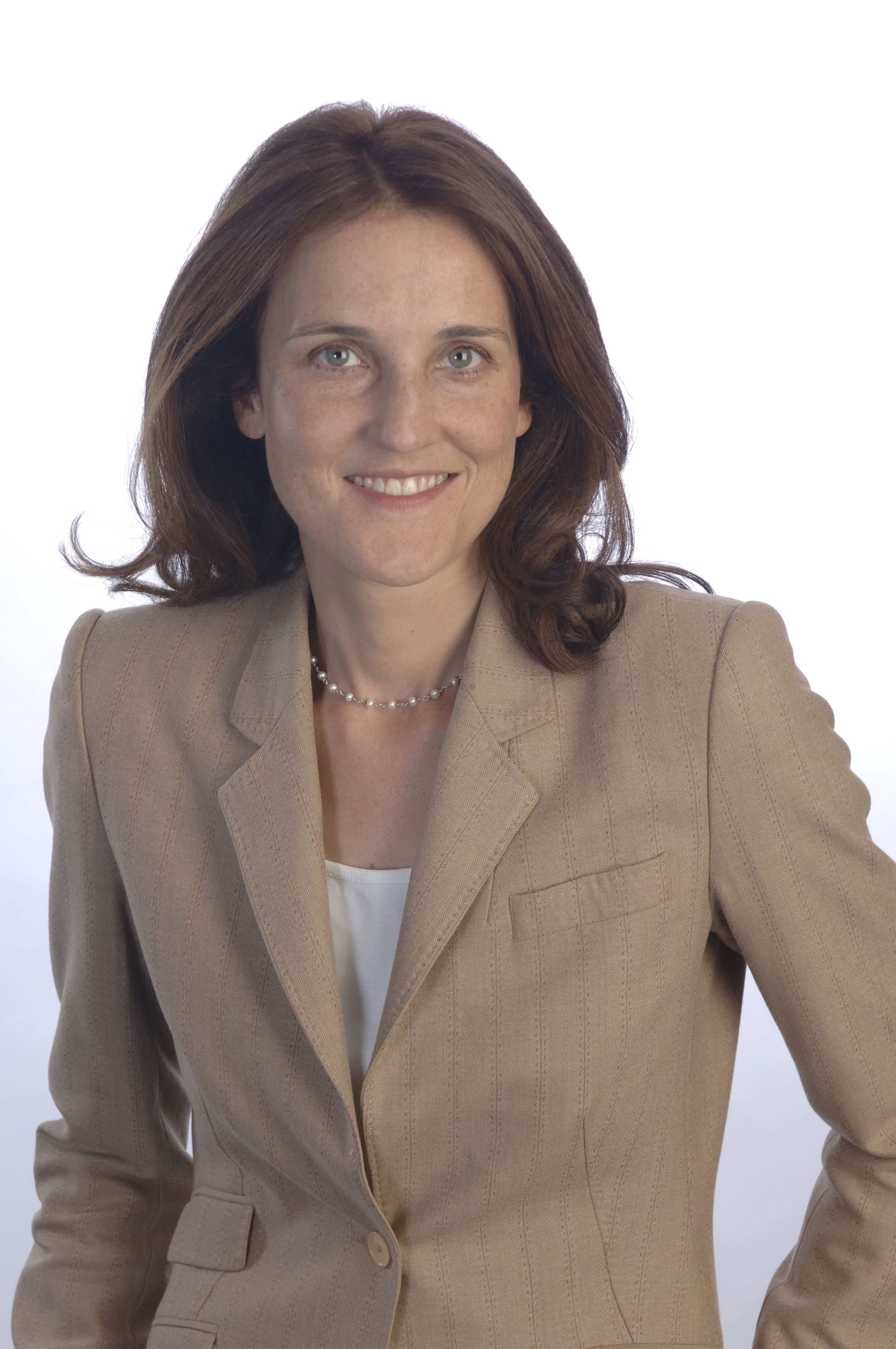
Theresa Villiersová (*1968), bývalá ministryně dopravy a ministryně pro Severní Irsko

- George Villiers, 1. vévoda z Buckinghamu (1592–1628)
- George Villiers, 2. vévoda z Buckinghamu (1628–1687)
- Barbara Villiersová, vévodkyně z Clevelandu (1640–1709)
- Edward Villiers, 1. hrabě z Jersey (1656–1711), diplomat, nejvyšší komoří, 1697 hrabě z Jersey
- Elizabeth Villiers, provdaná hraběnka z Orkney (†1733), milenka Viléma III.
- Thomas Villiers, 1. hrabě z Clarendonu (1709–1786), diplomat a politik, 1776 hrabě z Clarendonu
- George Villiers, 4. hrabě z Jersey (1735–1805), politik a dvořan, nejvyšší lovčí
- George Villiers, 5. hrabě z Jersey (1773–1859), politik a dvořan, nejvyšší komoří, nejvyšší štolba
- George Villiers, 4. hrabě z Clarendonu (1800–1870), politik a diplomat, ministr zahraničí, místokrál v Irsku
- Victor Child Villiers, 7. hrabě z Jersey (1845–1915), guvernér v Novém Jižním Walesu
- Sir Francis Hyde Villiers (1852–1925), diplomat, velvyslanec v Belgii a Portugalsku
- George Herbert Villiers, 6. hrabě z Clarendonu (1877–1953), generální guvernér v Jižní Africe
- Theresa Villiersová (*1968)